# Hålsörarna
Hålsörarna är en ö i Finland. Den ligger i en namnlös sjö på ön Bergö och i kommunen Malax i den ekonomiska regionen  Vasa  och landskapet Österbotten, i den västra delen av landet, 400 km nordväst om huvudstaden Helsingfors. Öns area är 0,1 hektar och dess största längd är 90 meter i nord-sydlig riktning.